# Ernst Woit
Ernst Woit (* 11. August 1932 in Aschersleben; † 8. Februar 2021 in Dresden) war ein deutscher marxistischer Philosoph.
Er war Hochschuldozent (1978) und außerordentlicher Professor (1981) an der Technischen Universität Dresden (1978–1991) und vordem in den Jahren 1968 bis 1978 als berufener Hochschuldozent (1970) an der Militärakademie „Friedrich Engels“ der Nationalen Volksarmee der Deutschen Demokratischen Republik in Dresden (1968–1978).

## Leben

### Herkunft und Ausbildung
Ernst Woit wurde am 11. August 1932 in Aschersleben geboren. Er beendete die Schule mit dem Zeugnis der Mittleren Reife.
Mit seinem freiwilligen Eintritt im Januar 1950 wurde er Angehöriger der Kasernierten Volkspolizei (KVP) der DDR. Nach einer Grundausbildung in der 8. VP-Bereitschaft (Kochstedt/Dessau) war er von 1951 bis 1956 als Klubleiter und Kulturinstrukteur in verschiedenen KVP-Dienststellen tätig. Woit wurde Anfang 1956 in die Nationale Volksarmee (NVA) der DDR als Angehöriger einer Motorisierten Schützendivision (MSD) übernommen.

### Militärische und wissenschaftliche Laufbahn
In den Jahren 1956/57 besuchte er einen Weiterbildungskurs an der Politschule der NVA in Berlin-Treptow. Dieser beruflichen Weiterbildung folgten ab 1957 Dienststellungen in den Politabteilungen eines Flak-Regiments und einer Mot.-Schützendivision.
In den Jahren 1958 bis 1963 absolvierte Ernst Woit ein Fernstudium der Gesellschaftswissenschaften am Franz-Mehring-Institut der Karl-Marx-Universität Leipzig, das er als Diplomlehrer abschloss.
Von 1962 bis 1968 war er im Stab des Militärbezirkes III (Leipzig) eingesetzt. Berufsbegleitend absolvierte er eine außerplanmäßige Aspirantur und wurde im Jahr 1967 an der Karl-Marx-Universität Leipzig zum ersten akademischen Titel Doktor der Philosophie (Dr. phil.) promoviert – mit einer Dissertation über Veränderungen im antikommunistischen Feindbild der Bundeswehr.
Im Herbst 1968 begann seine Laufbahn als Hochschullehrer und Wissenschaftler an der Militärakademie „Friedrich Engels“ (MAFE) der NVA. Woit hat dort als Fachgruppenleiter Spezialpropaganda zur Theorie und Praxis spezieller Streitkräftepropaganda  gelehrt und geforscht.
Im Jahr 1970 wurde er zum Hochschuldozenten für Philosophie berufen.
Im Jahr 1976 folgte seine Promotion B zum Doktor der Politikwissenschaften (Dr. sc. pol.) – mit einer Gemeinschaftsdissertation zu Problemen der Spezialpropaganda. Im August 1978 musste er mit dem Dienstgrad Oberst aus formalen Sicherheitsgründen aus dem aktiven Dienst der NVA ausscheiden.
Im September 1978 wurde Ernst Woit an die Technische Universität Dresden berufen – als Hochschuldozent für Geschichte und Kritik der bürgerlichen Philosophie des 19./20. Jahrhunderts. Hier konzentrierte er seine wissenschaftlichen Aktivitäten auf philosophische Aspekte der Krieg-Frieden-Problematik und des wissenschaftlich-technischen Fortschritts.
Im Jahr 1981 wurde Woit zum Außerordentlichen Professor berufen.

### Politisches Wirken
Woit wurde im Jahr 1987 Mitglied im Wissenschaftlichen Rat für marxistisch-leninistische Philosophie und im Jahr 1988 im Wissenschaftlichen Rat für Friedensforschung an der Akademie der Wissenschaften der DDR.
Im Februar 1989 entstand auf Initiative von Ernst Woit der Interdisziplinäre Arbeitskreis Friedensforschung Dresden (IAFD), an dessen Aktivitäten auch Wissenschaftler der Militärakademie teilnahmen.
Im Jahr 1991 wurde Ernst Woit an der Technischen Universität Dresden entlassen. Er arbeitete mit in der Sächsischen Friedensinitiative Dresden und in der Gemeinschaft für Menschenrechte im Freistaat Sachsen (1. Sprecher der GMS).
Seit dem Jahr 1992 beteiligte er sich an der Arbeit der Dresdener Studiengemeinschaft Sicherheitspolitik e. V. (DSS) und publizierte eigene Beiträge in 40 Heften der DSS-Arbeitspapiere.
Im Jahr 1997 wurde er Vereinsmitglied und ab dem Jahr 2001 zum Stellvertreter des Vorstandsvorsitzenden der DSS e. V. gewählt.
Ernst Woit war Ideengeber, Organisator und einer der Referenten der Dresdner Symposien „Für eine globale Friedensordnung“ (1996–2013), an denen in- und ausländische Wissenschaftler mitwirkten. Woit war  Referent und Publizist bei wissenschaftlichen Veranstaltungen.
Ernst Woit verstarb am 8. Februar 2021 in Dresden im Alter von 88 Jahren und wurde auf dem  Heidefriedhof am Teich der Erinnerung beigesetzt.

## Würdigung
Der Wissenschaftshistoriker und Philosoph Volker Bialas schrieb in einem Nachruf, dass das Netzwerk Friedenskooperative (Network of the German Peace Movement) „einen guten Freund verloren [hat]“ und würdigte Ernst Woit in der Zeitschrift FriedensForum mit den Worten:
„Der zentrale Begriff für sein Denken war in humanitärer Gesinnung die Würde des Menschen, der für ihn in enger Beziehung zu den Menschenrechten steht. Ernst Woit sprach nicht nur von Idealen, er lebte sie auch in seiner kritikfähigen Geradlinigkeit, in seiner dialogbereiten Mitteilsamkeit und seiner Offenherzigkeit im persönlichen Umgang.“